# Mónica Esmeralda León
Mónica Esmeralda León (Michoacán, 20 de julio de 1991) es una actriz, productora y directora de cine mexicano. León también es fundadora de una productora de cine en Chicago y Los Ángeles, y creó el concepto de cine La Raza.

## Primeros años
León nació en Michoacán, México. Se mudó a Chicago a los dieciséis años donde trabajó con jóvenes en situación de riesgo.

## Carrera
León fundó el primer estudio de cine latino en Chicago con el actor Zachary Laoutides llamado Ave Fenix Pictures. Se convirtió en productora ejecutiva de Adios Vaya Con Dios, película que incorporó a miembros de pandillas y artistas callejeros en el proceso de filmación. León señaló como Director del film a la comunidad, utilizando el término La raza.
León trabajó como productora musical con artistas del Reino Unido y México, incorporándolos en la banda sonora de Adios Vaya Con Dios. La película fue la primera en integrar una banda sonora de rock británica y mexicana sobre una película latina urbanizada. Adiós Vaya Con Dios fue Selección Oficial en el Festival de Cine de Bel Air, obteniendo el segundo lugar como Mejor Largometraje elegido por el público y nominaciones al mejor actor, mejor guion y mejor director.
La segunda película de León es Arise from Darkness, donde participó como productora y actriz principal.
En 2017, León estrenó la película Black Ruby en los London Independent Film Awards. La película obtuvo nominaciones en Londres con León compartiendo nominación como Mejor Director y Mejor Película. Ganó en el rubro Mejor Película en los Premios del Foro de Cine de Los Ángeles.
En 2020, el estudio de León Ave Fenix Pictures anunció el thriller dramático Where Sweet Dreams Die, dirigido por Mirza Esho y protagonizado por los actores Zachary Laoutides, Jaime Zevallos y Alexander James Rodriguez.

## Filmografía

### Películas
| Título                 | Año  | Rol        |
| ---------------------- | ---- | ---------- |
| Adios Vaya Con Dios    | 2016 | Productora |
| Arise from Darkness    | 2016 | "Jessica"  |
| Black Ruby             | 2017 | Productora |
| Where Sweet Dreams Die | 2024 | Productora |

### Nominaciones y premios
| Año  | Título              | Rol                    | Notas |
| ---- | ------------------- | ---------------------- | --- |
| 2014 | Adios Vaya Con Dios | Productora Ejecutiva   | Bel Air Film Festival Subcampeona Mejor Película elegida por el público Bel Air Film Festival Nominated por el Jurado a Mejor Dirección |
| 2016 | Arise from Darkness | Productora / "Jessica" | Nominada Film Invasion L.A. Mejor Director Nominada Film Invasion L.A. Mejor Narrativa |
| 2017 | Black Ruby          | Productora Ejecutiva   | Nominada London Independent Film Awards Mejor Director Nominada London Independent Film Awards Mejor Película Nominada London Independent Film Awards Mejor Película Extranjera Nominada London Independent Film Awards Mejor Tráiler Nominada Rome Film Awards Mejor Película Nominada Rome Film Awards Mejor Director Nominada Rome Film Awards Mejor Film Internacional |
| 2018 | Black Ruby          | Productora Ejecutiva   | Ganadora Los Angeles Film Forum Awards Mejor Película |